# 光裕堡乡
光裕堡乡，是中华人民共和国山西省忻州市繁峙县下辖的一个乡镇级行政单位。

## 行政区划
光裕堡乡下辖以下地区：
富家庄村、梁家庄村、华岩村、光裕堡村、淤地村、大李牛村、小李牛村、大木瓜村、小木瓜村、梨峪村、麻峪口村、宽坪村、古山村、羊脑村和山岔村。